# 橐吾
橐吾（学名：Ligularia sibirica）是菊科橐吾属的植物。也称独脚莲、莲蓬草、荷叶、西伯利亚橐吾。其种加词“sibirica”意为“西伯利亚的”。

## 异名
- Senecio cacaliifolius
- Othonna sibirica
- Cineraria sibirica
- Ligularia bucovinensis
- Ligularia ucrainica
- Ligularia pojarkovana
- Ligularia arctica
- Senecillis sibirica
- Hoppea sibirica
- Ligularia sibirica subsp. arctica
- Ligularia sibirica var. alpestris
- Ligularia sibirica var. gracilis
- Ligularia sibirica var. vulgaris
- Ligularia sibirica var. gigantea
- Ligularia sibirica var. glaberrima

## 形态
多年生草本，茎直立，有细条棱，无毛，基部为残叶的纤维所围裹；卵状心脏形叶子，先端钝或稍尖，边缘有细锯齿，基生叶有长柄，茎生叶柄短而抱茎；头状花序多数排列成长总状，外缘舌状花鲜黄色，中央管状花为黄色。

## 分布
分布于俄罗斯、欧洲以及中国大陆的甘肃、内蒙古、山西、河北、东北、湖南、陕西、安徽、云南、贵州等地，生长于海拔373米至2,200米的地区，多生长在山坡、沼泽、湿草地、河边或林缘，目前尚未由人工引种栽培。

## 别名
西伯利亚橐吾（中国高等植物图鉴）、北橐吾（东北植物检索表）